# AdoroCinema
AdoroCinema é um website de entretenimento brasileiro. O conteúdo inclui lançamentos, resenhas, notícias sobre premiações e estrelas das telas. Possui o maior banco de dados do mercado em língua portuguesa, com mais de 135 mil fichas de filmes, séries e personalidades. O site está no ar desde 1º de abril de 2000 e pertence à Webedia.

## Histórico
O website foi lançado em 1º de abril de 2000, composto por um banco de dados com informações sobre filmes e estrelas do cinema. Mais tarde, foram adicionadas as notícias sobre o mundo do entretenimento. Em 2003, o AdoroCinema esteve na final do Prêmio iBest, sendo eleito um dos três melhores sites de cinema, segundo o júri oficial. Em 2005, ele ficou novamente entre os três primeiros eleitos pelo júri popular.
Em agosto de 2011, a mediatech francesa Webedia tornou-se proprietária do AdoroCinema. No ano seguinte, o site passou por duas reformulações de layout: em fevereiro e em novembro foram acrescentadas novas funcionalidades e serviços, dando a oportunidade do usuário interagir com a plataforma, como infográficos em páginas de personalidades e a seção "Notas Express", na qual o leitor poderia dar notas aos filmes cadastrados no AdoroCinema.
Em 2015, o site fechou uma parceria com o portal de notícias Terra para distribuir os seus conteúdos no portal. No mesmo ano, o AdoroCinema criou a função que permitia o usuário se conectar via conta do Facebook. Assim, ele poderia também fazer marcações em páginas de filmes e personalidades.
Já em novembro de 2016, o portal adotou a assinatura “Vamos assistir juntos”, com a intenção de se aproximar ainda mais do seu público apaixonado por cinema. Junto da assinatura, ainda veio o novo posicionamento da marca após o patrocínio da Expocine 16.
Em fevereiro de 2018, o portal promoveu o AdoroCinema Awards, a maior premiação digital de audiovisual da internet brasileira. O prêmio contou com 162 mil votos de internautas. Em abril, em parceria com a Warner e IGN Brasil, o AdoroCinema promoveu o filme Jogador Nº1 com um gameplay na Webedia Arena e 16 microinfluenciadores convidados. Em junho, quando o Instagram do vertical atingiu a marca de 1 milhão de seguidores, o AdoroCinema foi o primeiro portal a produzir conteúdos exclusivos para a plataforma, com o programa diário “Take do Dia", para a - até então - nova ferramenta IGTV.
Em março de 2019, o AdoroCinema em parceria com a Universal Pictures para o lançamento do filme "A Morte te Dá Parabéns 2", anunciou o produto AdoroCinema Impact, um modelo publicitário que visa atingir o usuário ao longo da navegação pelo site por meio de conteúdos nativos como trailer, principal elemento do formato, notícia e a ficha técnica do filme. Em abril, o portal anunciou o seu rebranding ainda sob o mote “Vamos assistir juntos”, e reestruturou o seu modelo editorial e grade de vídeos do YouTube com lançamento de novos programas originais. O programa “Take do Dia”, lançado no ano anterior, também atingiu 25 milhões de visualizações no formato IGTV. Em setembro, o AdoroCinema recebeu Rebecca Barbosa como nova diretora comercial. Nesse mesmo ano, o portal alcançou 2 milhões de seguidores no Instagram, criou a sua conta no TikTok, e esteve presente com cobertura presencial dos maiores festivais e eventos de cinema e cultura pop do mundo.
Com o início da pandemia de COVID-19, em março de 2020, e a paralisação das estreias de cinema, o AdoroCinema volta a sua linha editorial para a programação televisiva e streaming para o público assistir em casa. Além disso, toda a produção e gravação da grade de vídeos é adaptada remotamente. Em maio, o AdoroCinema participou da SuperLiveNerd, produzida pelo Omelete para poder arrecadar doações para a Gerando Falcões, ONG que oferece esporte, cultura e qualificação profissional para pessoas de favelas e periferia.
Em abril de 2021, ainda em um cenário de pandemia, o AdoroCinema produziu a sua primeira grande live remota cobrindo a premiação do Óscar. No mesmo ano também veio a implementação nas fichas de filmes e séries dos botões de integração nativa, um serviço com redirecionamento para as principais plataformas de streaming disponíveis no Brasil, uma funcionalidade para o usuário além do serviço de sessões de cinemas mais próximos.
Em 2022, o portal produziu novamente a sua live do Óscar com 4 horas de transmissão e com cobertura da premiação desde o tapete vermelho. Em maio, o portal cobriu o Festival de Cannes in-loco no site e nas redes-sociais. Também durante 2022, o AdoroCinema fez uma campanha junto a Perdigão para a divulgação do filme “Minions 2”, e esteve presente na 24.ª edição do Festival do Rio, cobrindo toda a mostra de filmes. Este também foi o ano em que o portal incluiu novelas no seu portfólio de obras em parceria com o serviço de streaming GloboPlay. O AdoroCinema também ganhou o Prêmio do Júri Academia no iBest 2022 na categoria "Cinema, TV e Streaming". Encerrando o ano, o site produziu a sua primeira retrospectiva para o TikTok, em parceria com a rede, apontando todos os destaques no mundo do audiovisual.